# 中国＝ネパール国境

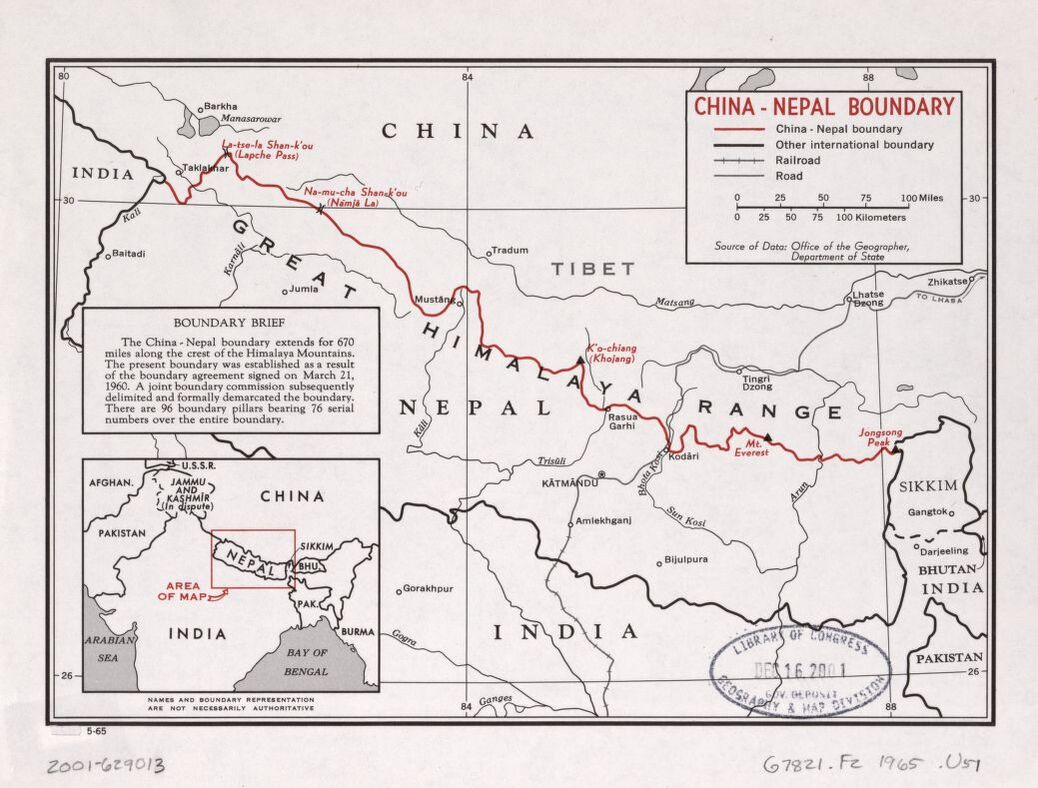
中国＝ネパール国境の地図

中国＝ネパール国境（ちゅうごく＝ネパールこっきょう）または中尼国境（ちゅうにこっきょう）は、中華人民共和国（チベット自治区）とネパールとの間の国境である。その長さは1389キロメートルであり、世界最高峰のエベレストを含むヒマラヤ山脈に沿って北西から南東方向に走る。
1949年のチベット併合など、この国境は時代とともに大きく変化してきた。1956年の「中華人民共和国とネパール王国との間の友好関係維持に関する協定」、1960年の「中国ネパール平和友好条約」により、ネパールはチベットを中国の一部として正式に承認し、現在の中国とネパールの国境を確認した。

## 位置

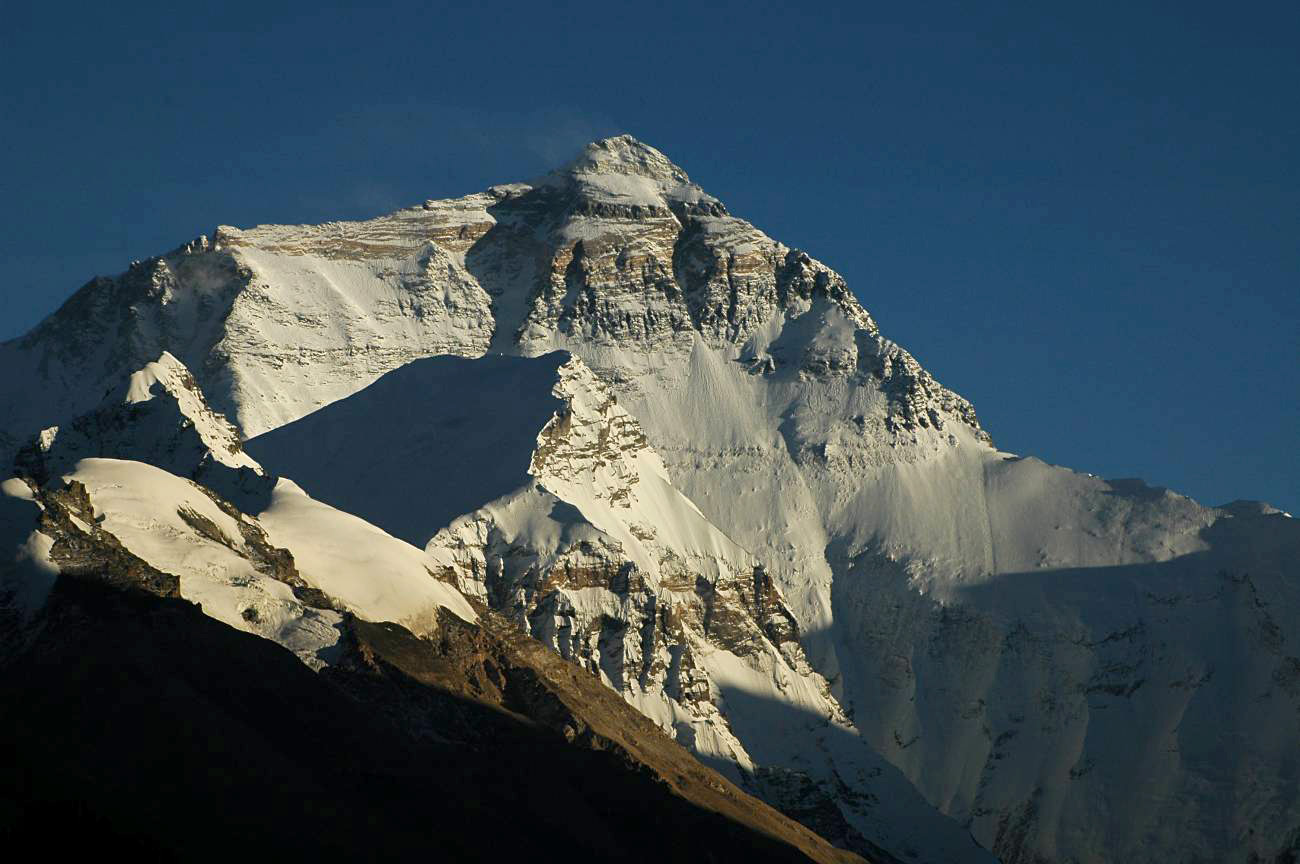
チベットのロングック僧院から見たエベレスト

この国境は、西はスドゥパシュチム州のティンカル峠付近にあるインドとの西側の三国国境から始まる。そこから南東のウライ峠まで進み、カルナリ川に沿って北東に進み、ラブチェ峠で南東に向きを変える。その後、エベレスト、マカルー、ガネッシュIII峰などのヒマラヤ山脈の山、マンジャ峠、タウ峠、マリマ峠、ピンドゥ峠、ギャラ峠、ラジン峠、ポプティ峠などの峠を通る。東の終点は、インドとの東側の三国国境であるジョンソン・ピークである。

## 歴史
ネパール、インド、チベットの歴代の王国の間ではこの地域の明確な国境線は画定されず、長らく「国境地域」として存在していた。ネパール人とチベット人の間で、羊毛、茶、香辛料、塩などの国境を越えた貿易が何世紀にもわたって行われてきた。18世紀から19世紀にかけて、ネパールとチベットの間で様々な条約が結ばれたが、それらは正確な国境線を定めるものではなく、曖昧に定義された領土の所有権に関するものだった。
1950年から51年にかけて中華人民共和国がチベットを併合したが、国境線を巡る混乱した状況もそのまま引き継がれた。1960年3月21日、両国の間で国境条約が締結され、「伝統的な慣習上の線」を認め、より正確な国境線を定めるための合同国境委員会が設置された。その作業が完了した後、1961年10月5日に最終的な国境条約が締結された。その後、現地に柱を立てて国境を画定し、1963年1月23日に最終議定書が締結された。
ネパールと中国の間では国境を巡る大きな争いはないが、中国・ネパール・インドの三国国境について、ネパールとインドの間で領土問題が存在する。2015年、インドと中国がリプレケー峠を経由して貿易を行う合意に対して、ネパール議会が「紛争地域におけるネパールの主権的権利を侵害する」と異議を唱えた。2015年にインドのナレンドラ・モディ首相が中国を訪問し、インドと中国はリプレケー峠に交易所を開設することで合意したが、ネパールから反対意見が出た。ネパールは、インドとの外交手段で問題を解決するつもりだった。

## 国境問題
中国とネパールの間では、国境の様々な場所で多くの領土問題が主張されている。ネパール政府は2021年9月、内務省のJaya Narayan Acharya長官の下に調査チームを編成し、フムラ郡のナムカ農村型自治体のリミにおける紛争を調査した。調査チームは、調査局のSushil Dangol副局長、ネパール警察のUmesh Raj Joshi上級警視、武装警察隊のPradip Kumar Pal上級警視、国家調査局のKishor Kumar Shrestha上級警視、内務省のAcharya長官で構成された。調査チームは9月26日に報告書を提出し、主張は真実であると結論付け、紛争解決のための合同部隊を作ることを提案した。

## 国境通過点
2012年、ネパールと中国は新たな国境検問所（口岸）の開設に合意し、合計6つの公式な口岸を持つことになった。そのうち3つの口岸は両国の国民しか通れないが、他の3つは外国人にも開放されている。
中尼公路のダム鎮とコダリの間の口岸（ダム口岸）は、1968年から運用されている。ラスワガディの国境通過点は、2014年に商業用に、2017年からは外国人に開放された。この国境通過点には、両国を結ぶ鉄道の敷設が検討されている。
その他の国境通過点では、西側の三国国境近くのプラン/ヒルサなどの通過点は、広くアクセスできないものの、長年にわたって中国とネパールの間のローカルな貿易に利用されてきた。その中には、地元の貿易にとって重要なものもあり、2008年北京オリンピック開催中に中国が国境管理を強化したときには、貿易が途絶えたことでキマサンカの村などで食料不足に陥った。歴史的には、さらに多くの国境通過点がある。例えば、ムスタンとチベットの間のコラ峠は、塩の主要な貿易ルートだったが、1960年代にチベット人ゲリラの活動により閉鎖された。現在も1年の大半が閉鎖されているが、年に2回開催される国境を越えた市が開かれる際に、地元の商人に対してのみ開放される。
| 条約上の名称（その他の名称） | 管轄区                                            | 状態    | 国際交通 | 座標                                                              | 国境の標高          | 行路内の最高地点    | 備考                                |
| ---------------------------- | ------------------------------------------------- | ------- | -------- | ----------------------------------------------------------------- | ------------------- | ------------------- | ----------------------------------- |
| Burang–Yari (Xieerwa)        | フムラ郡ヒルサ プラン県プラン                     | Active  | Planned  | 北緯30度09分12秒 東経81度20分00秒 / 北緯30.15333度 東経81.33333度 | 3,640 m (11,900 ft) | 4,720 m (15,500 ft) | ローカルな交易が既にある            |
| Lizi—Nechung（コラ峠）       | ムスタン郡ローマンタン ドンパ県                   | Planned | No       | 北緯29度19分24秒 東経83度59分09秒 / 北緯29.32333度 東経83.98583度 | 4,620 m (15,200 ft) |                     | 現在は、年に2回の市の時だけ開かれる |
| Gyirong–Rasuwa               | ラスワ郡ラスワガディ キドン県吉隆鎮               | Active  | Yes      | 北緯28度16分45秒 東経85度22分43秒 / 北緯28.27917度 東経85.37861度 | 1,850 m (6,100 ft)  | 5,230 m (17,200 ft) |                                     |
| Zhangmu–Kodari               | シンドゥ・パルチョーク郡タトパニ ニャラム県ダム鎮 | Active  | Yes      | 北緯27度58分24秒 東経85度57分50秒 / 北緯27.97333度 東経85.96389度 | 1,760 m (5,800 ft)  | 5,150 m (16,900 ft) |                                     |
| Chentang–Kimathanka          | サンクワサバー郡キマサンカ ディンキェ県陳塘鎮     | Planned | No       | 北緯27度51分30秒 東経87度25分30秒 / 北緯27.85833度 東経87.42500度 | 2,248 m (7,400 ft)  |                     | ローカルな交易が既にある            |
| Ri'og–Olangchung Gola        | タプレジュン郡オランチュンゴラ ディンキェ県日屋鎮 | Planned | No       | 北緯27度49分00秒 東経87度44分00秒 / 北緯27.81667度 東経87.73333度 | 5,095 m (16,700 ft) |                     | ローカルな交易が既にある            |

## ギャラリー

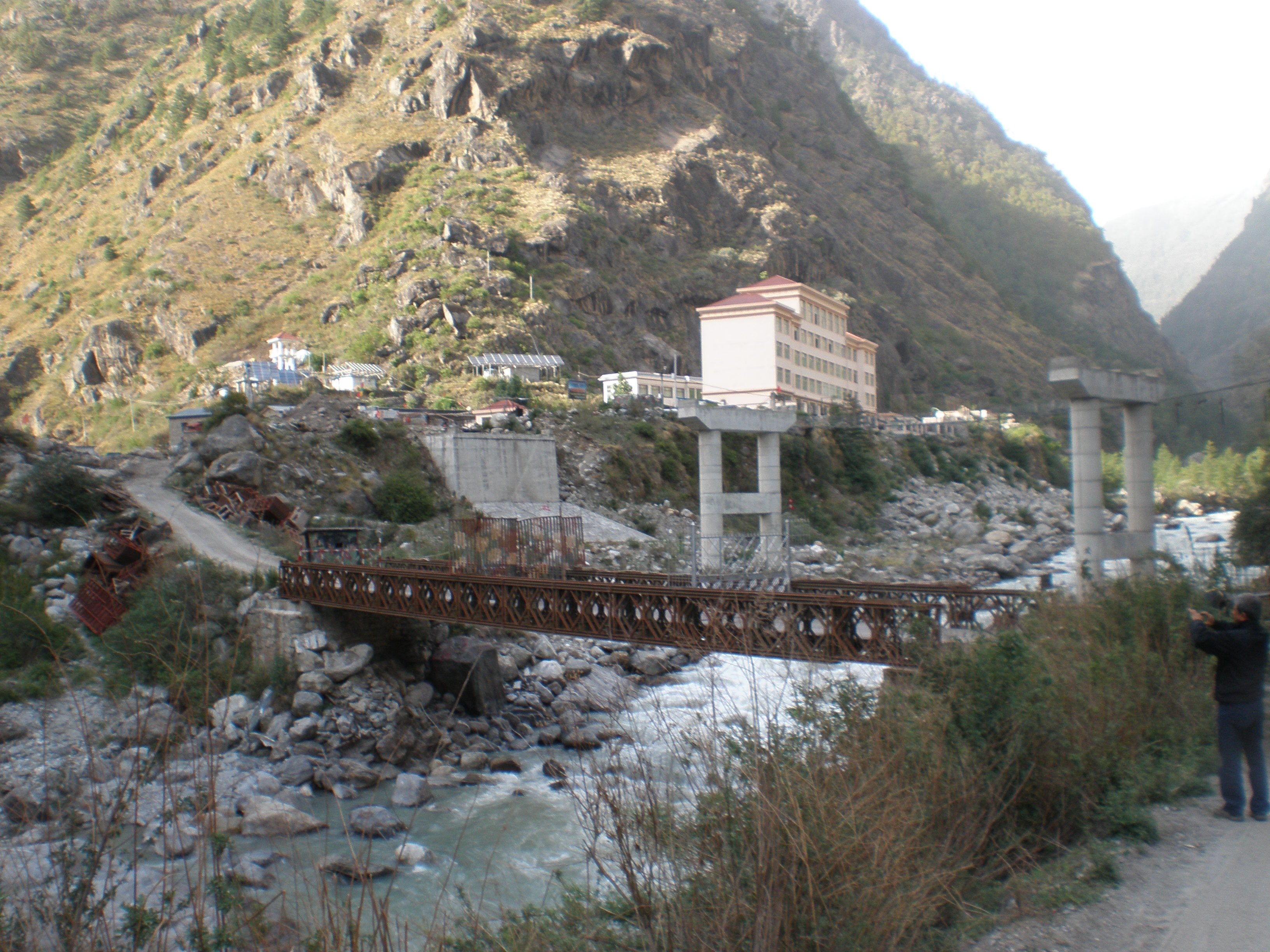
ラスワガディ（英語版）付近のキドン/ラスワ国境に架かる橋
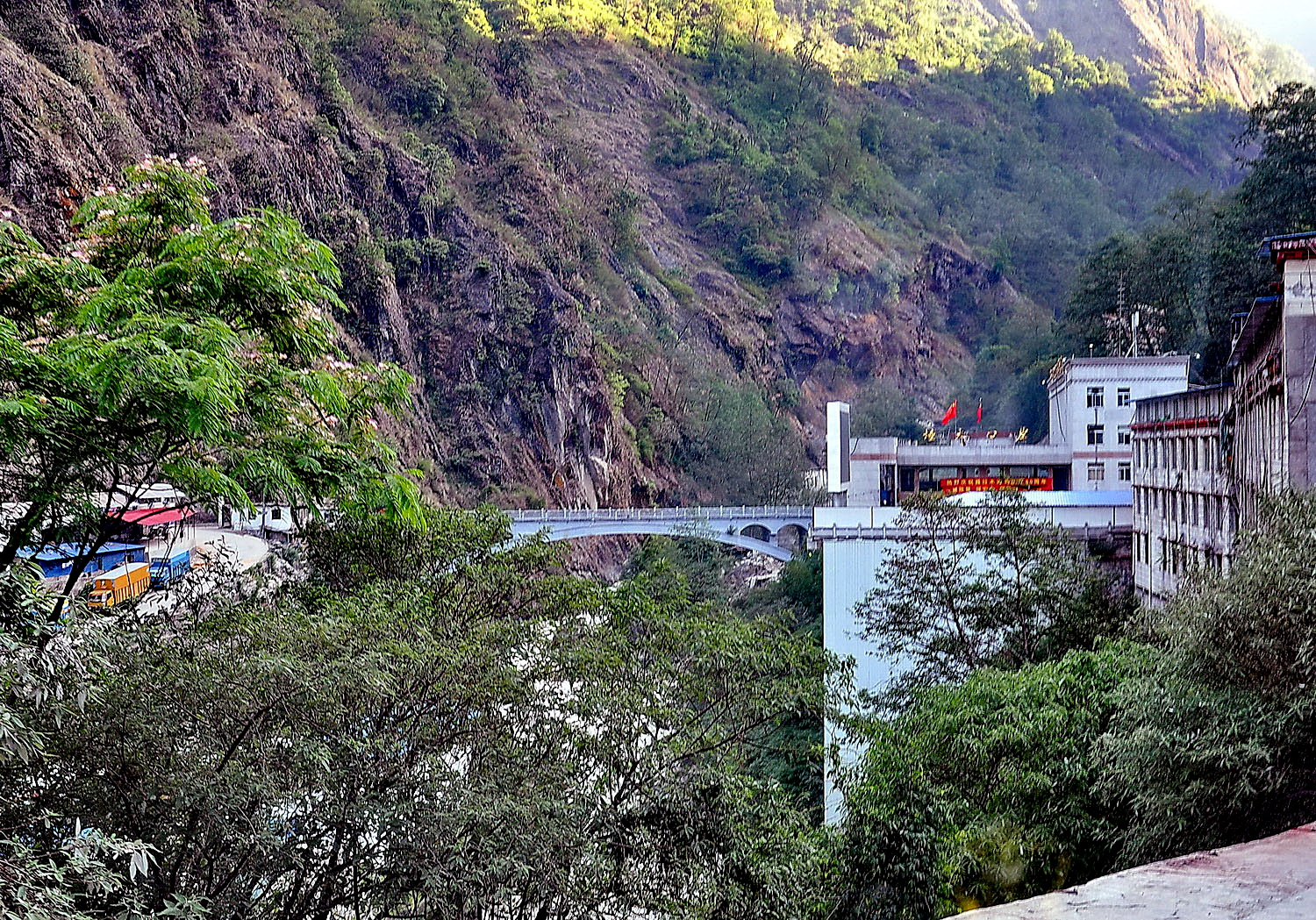
ダム/コダリ国境に架かる中尼友誼橋（英語版）
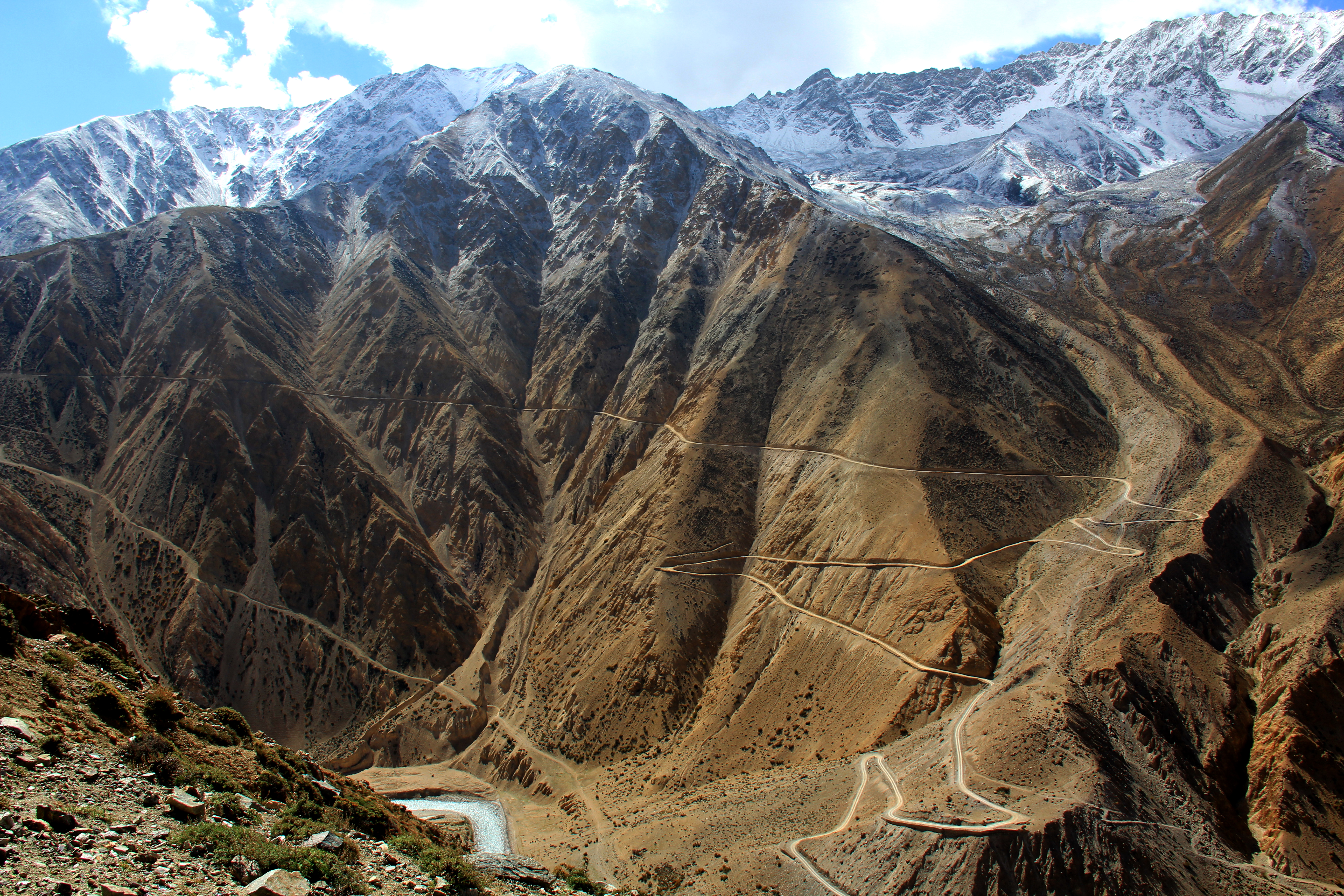
プラン/ヒルサ国境の近くにあるナラ峠

20世紀中・後期に作成された100万分の1国際図（西から東）とOperational Navigation Chart(ONC)における中国＝ネパール国境

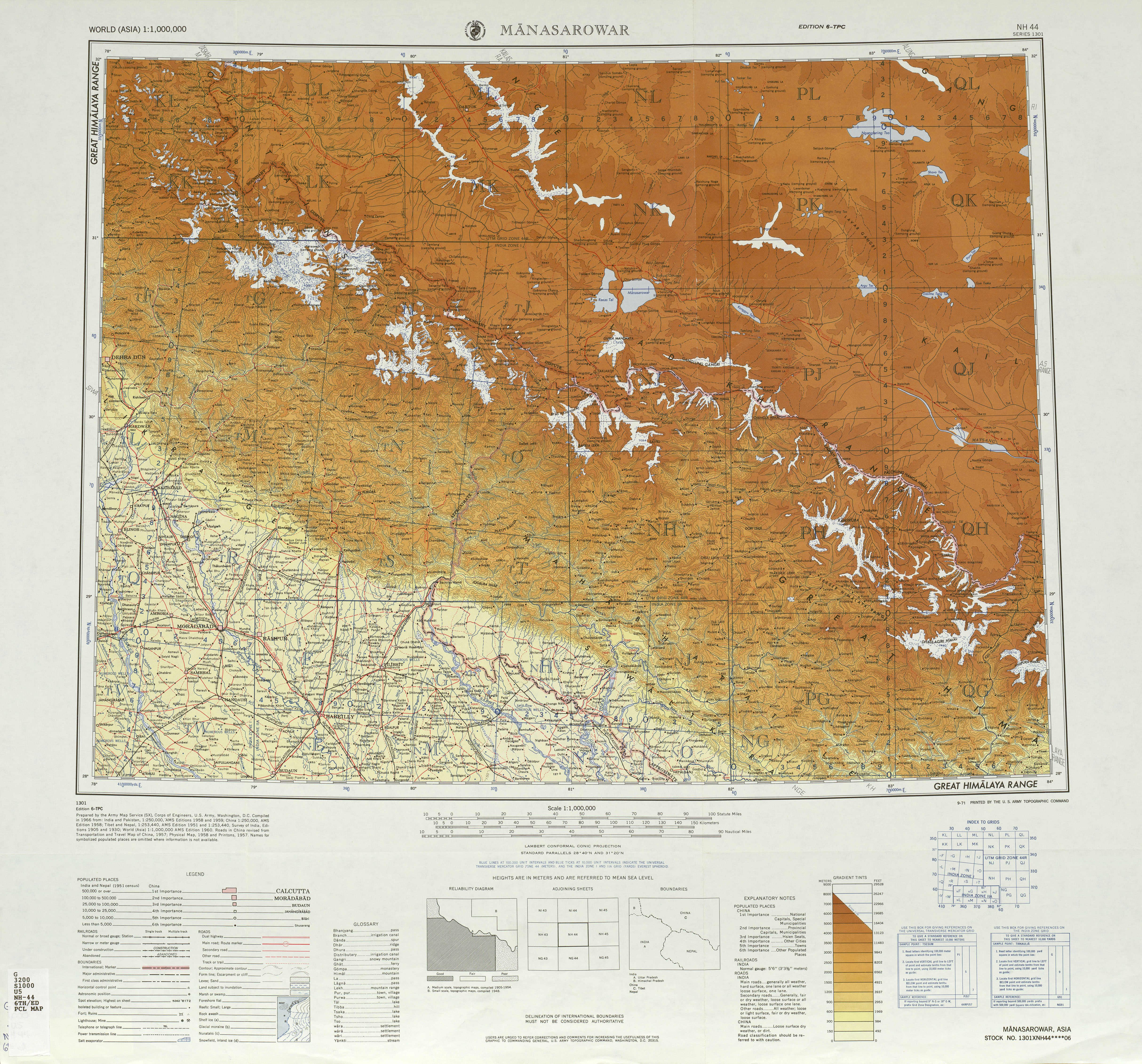
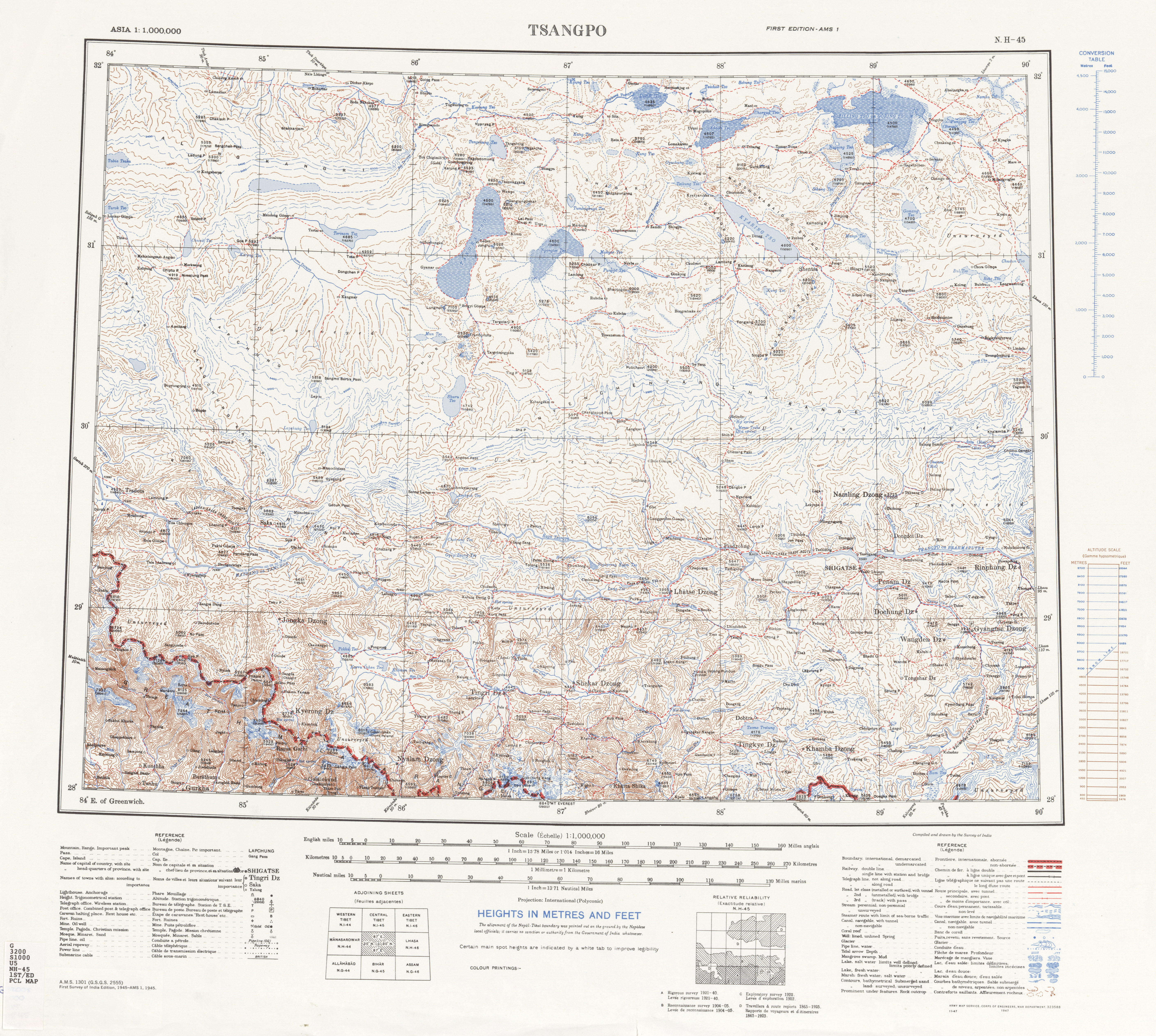
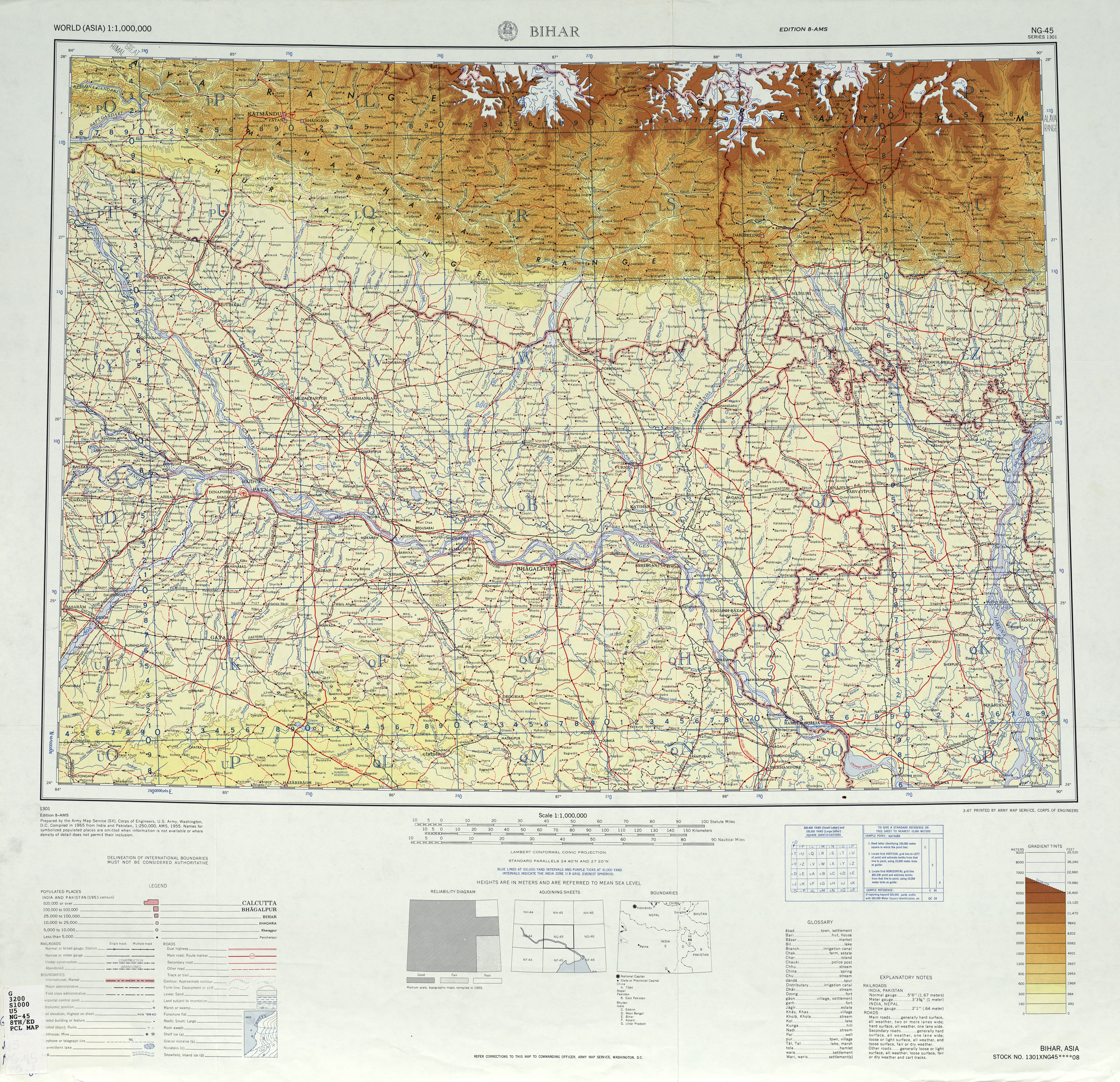
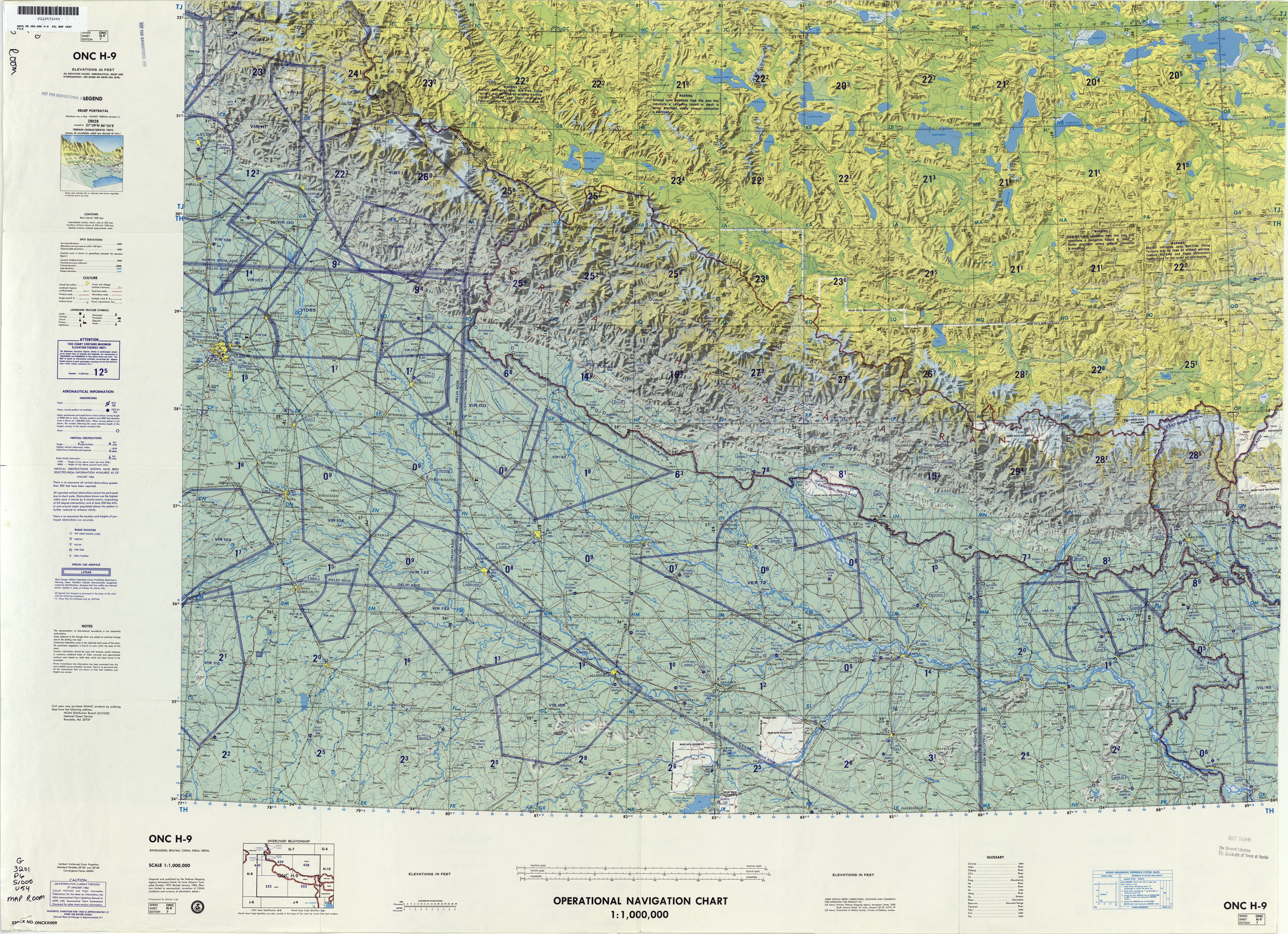